# Kartrider
Crazyracing Kartrider (kor. 크레이지레이싱 카트라이더) ili skraćeno "Kartrider" je jedna besplatna online multiplayer trkaća videoigra iz Južne Koreje koju je izdala tvrtka Nexon. U Kartrideru igrač upravlja s jednim kart-om s kojim se utrkuje s drugim igračima putem interneta. Otprilike 15 milijuna korisnika igra korejsku verziju Kartridera, a preko 25% Južnokorejaca igralo je igru barem jedanput.  Ovo je bila prva igra koja je potukla Starcraft na korejskom i kineskom tržištu za internetske igre. Naravno da je dostupna i za igrače diljem svijeta. Igru je moguće igrati isključivo preko interneta.

## Način igre
Nakon što se skine klijent od 250MB veličine, igrač se može odmah početi utrkivati sa svojim kart-om protiv drugih igrača. Može pri tome izabrati želi li igrati sam, protiv drugih igrača ili timu. Na jednoj stazi može sudjelovati najviše 8 igrača, a najmanje 2. U igri ima pet modusa. A to su: "Item Race", "Team Item Race", "Speed Race", "Team Speed Race" i "Flag". U Item utrci, igrač se utrkuje protiv drugih igrača pri tome skupljajući oružja na stazi, koja se nalaze u obliku kocke, piramide ili drugog oblika. Igrač tako može dobiti raketu, štit, turbo pogon, bananu itd. koju može upotrijebiti protiv protivnika. Ovaj modus je poznat iz popularne igre "Mario Kart 64" i Mario Kart Wii. Kod Team Item utrke, igrač igra u team-u, znači s minimalno još jednim igračem, dok je maksimalno moguće biti do četiri igrača u jednom team-u, što znači sveukupno osam igrača u jednoj trci. Igrač ovdje bira između plavog ili crvenog team-a. U brzoj utrci sve je isto kao u "Item utrci" osim što ovdje igrač ne može skupljati oružja i  ne može gađati svoje protivnike. Ovdje je cilj uči što brže u cilj. A kod brze utrke u timu igrač igra zajedno s igračima iz svojeg tima s ciljem da što brže dođu do cilja. Ako ovdje npr. samo jedan igrač iz plavog tima uđe kao prvi u cilj, plavi tima dobiva više poena (i virtualnog novca) nego crveni team. Isto vrijedi za "Item Race" i "Team Item Race" modus. U "uhvati zastavu" modusu pobjeđuje igrač koji najduže zadrži zastavu u svom posjedu. Drugi igrači mogu se ili sudariti s nositeljem zastave ili skupljati različite stvari na stazi (rakete npr.) kako bi prisilili nositelja zastave da izgubi zastavu. U "zastava" igrama, igrači mogu nositi maksimalno do 10 raketa u jednom item slotu. Uz ove moduse, postoji i jedan Scenario modus, gdje igrač vježba svoju vožnju i gdje nakon uspješnog završetka Scenario modusa dobiva male poklone u obliku itema.

## Inačice igre
Kineska inačica ove igre je poznata kao PopKart. Closed Beta Kartridera za englesku inačicu je bila izdata  1. svibnja 2007. i završila je 31. svibnja 2007. Open Beta je izašla 2. listopada 2007. i završila je 18. ožujka 2008. Kineska i engleska inačica igre je ista kao i originalna korejska inačica, jedino je razlika u dostupu raznih Item-a, kartova i jeziku koji je u igri. Čuju se glasine da bi Kartrider trebao izaći i za PlayStation Portable.

## Oružja u Item modusu
U ovom modusu igrač skuplja oružja koja se nalaze u 3D objektu na stazi. Ti 3D objekti su ili u obliku kutije, piramide, kocke ili drugog. Svaki igrač ima samo dva mjesta (2 "slota") za oružja.
- Nitrous Boost - crvena kutija koja igraču daje ukratko veču brzinu.
- Water Bomb - jedna vodena bomba koja pri eksploziji ostavlja jedan dosta veliki radijus na stazi. Svaki igrač koji takne dio te eksplozije biva uhvaćen na par sekundi u mjehuru vode.
- Homing Missile - ova raketa označi protivnika i prati ga. Kad ga pogodi, ovaj odleti nakratko u zrak pri tome gubeći dragocjene sekunde.
- Wasp - osa (ali prije bi se reklo komarac ili libela) je vodene prirode i kad pogodi protivnika, ovaj biva uhvaćen u mjehuru vode na par sekundi.
- Magnet - s magnetom igrač označi protivnika ispred sebe i kad aktivira magnet, može dobiti veliko ubrzanje i tako stiči ili prestiči protivnika.
- Shield - ovaj štit traje svega 2 sekunde u kojima se igrač može zaštititi od napada drugih igrača.
- Smokescreen -  igrač ovdje ispušta dim na stazu koji prekriva cijelu stazu vodoravno, tako da protivnici nakratko neznaju šta se nalazi iza te "granice" dima.
- Banana Peel - kora banane koja se baci na stazu i svatko se posklizne kad pređe preko nje.
- Reversi Devil - crveni đavoli izaziju na oko 10 sek. kod svih protivnika suprotno upravljanje vozilom. Tako je na desno u biti na lijevo, a lijevo upravljanje znači desno.
- U.F.O. - NLO se spusti iznad igrača u prvoj poziciji i usporava ga na par sekundi.
- U.F.O. Zapper - "uništavač" NLO-a uništava sve NLO koji su momentalno iznad igrača iz vlastite ekipe. Ovaj item je dostupan samo u "team race" modusu.
- Suicide Timed Water Bomb - sa samoubilačkom vremenskom vodenom bombom igrač eksplodira, što izaziva effekt kao kod vodene bombe. Samo u "team race" modusu.
- Angel - anđeo je štit za igrače iz vlastite ekipe koji štiti od napada iz protivničke ekipe.
- U.F.O. Mothership - NLO matica je slična normalnom NLO-u, samo što ovo oružje ne usporava samo igrača u prvoj poziciji, nego i igrače koji su u blizini igrača iz prve pozicije. Nemoguće ga je uništiti s "uništivačem NLO-a". Dostupno tek od L3 levela.
- Red Missile - crvena raketa koja lovi samo igrača na najvišoj poziciji. Samo u "Moonhill" levelu (L3 ili više).
- Boobytrap - baca zamku koja prisiljava protivnika da leti unazad. Samo u "Factory" levelu.
- Golden Missile - zlatna raketa koja je otporna  na obranu igrača (obrana se može kupiti u prodavaonici u igri).
- Rolling Water Bomb - vodena bomba koja se kotrlja naokolo i eksplodira nakon par sekundi. Samo u "zastava" igrama ili "gusar" levelu (L3 ili više).
- Land Mine - mina koja detonira i baca igrača u zrak kada ovaj pređe preko nje s vozilom (slični effekt kao kod rakete). Dostupno samo u "zastava" igrama.
- Super Shield - super štit kombinira nitrous boost sa štitom. Samo u "zastava" igrama.
- Ghost - duh koji čini igrača nakratko nevidljivim prema drugim igračima. Samo u "zastava" igrama.
- 5 Missile Set - ovo daje 5 raketa. Samo u "zastava" igrama.

## Vrste vozila
- Solid: stabilan dizajn, robustan, daje dojam sigurnosti i robusnosti. Solid kartovi su teški i ne mogu se tako lako s puta maknuti od drugih kartova.
- Burst: velika brzina na ravnoj cesti i veče ubrzanje nego drugi kartovi, ali slab u zavojima.
- Marathon: jak kod uspona, nadprosječna brzina na ravnoj cesti i u zavojima. Vrlo popularan kod kineskih igrača koji ne koriste NX ili R4 PRO kartove.
- Cotton: prosječan u većini karakteristika, ali vrlo dobar u driftingu. Popularan kod korejskih igrača je Cotton SR.
- Saber: Najbrži na ravnoj stazi. Isto je vrlo popularan kod korejskih igrača.
- Plasma: kartovi iz ove serije su podijeljeni u dvije kategorije: FT i PT. FT inačici je potrebno više driftinga u zavojima kako bi dobio booster, ali booster zato traje duže. PT kartovima treba manje driftinga da dobiju booster, ali zato booster netraje dugo. Novi Plasma SR je jedan PT kart. Dostupan samo u korejsokj inačici igre.

U korejskoj inačici je dostupno dosta vozila iz stvarnog života, koja se mogu kupiti u prodavaonicama koje se nalaze u igri (in-game shop). Takva vozila su npr. Mini Cooper SS ili Peugeot auti.

## Specijalni kartovi
Ovi specijalni kartovi nadograđuju oružja u "Item game" modusu. Tako da za igrača može biti od prednosti.
- Skywalker R4: pridodaje "otrov" u vodenim bombama (uključujući samoubilačke vodene bombe), koji ima zelenu boju umjesto plave. Igrači koji bivaju pogođeni s otrovnom vodenom bombom ne mogu pokupiti nijedan Item na stazi (traje par sekundi).
- Dragonboat R4: pretvara Nitrous Boost u Dragonboat Boost.
- Crazy Jalopy R4: pretvara kore banane u trostruke mine.
- Fortune Piggy R4: pretvara Nitrous Boost u Piggy Boost. Bonus: +15% Lucci. ("Lucci" je novac u igri)
- Toilet R4: s ovim kartom se dobiva vodeni komarac kada se biva pogođen od vodene bombe.
- U.F.O. R4: s ovim se dobiva štit kada netko pošalje NLO.
- Octopus E2: pretvara oblake u crne oblake. Dobiva se crni oblak kada se biva pogođen od vodene bombe.
- Tortoise E2: pretvara Nitrous Boost u Tortoise Boost.
- Panda G3: pretvara Nitrous Boost u Panda Boost.

## Staze
staze su podijeljene u staze za "brzinske" trke, "Item" trke i "zastava" trke.
- Arctic Rim (kor.: 아이스리온 랜드, Icerion zemlja)
- Desert Drift (kor.: 베거이 사막, Beguy pustinja)
- Frenzy Forest (kor.: 플루피 숲, Floopy šuma)
- Zoomtown (kor: 붐힐마을, Boomhill selo)
- Creepy Hollow (kor.: 공동묘지, groblje)
- Zerostone Mine (kor.: 제로스톤 광산)
- Northeu (kor: 노르테유)
- Mystpole Factory (kor.: 미스트폴 팩토리)
- Pirate (kor.: 문힐 시티)
- Fairyland "Pretion" (kor.: 동화나라 프레티온)
- Moonhill City (kor.: 문힐 시티)
- Golden Adventure Or-ette (kor.: 황금문명 오르에트)

## Karakteri
Igrač može izabrati između nekoliko karaktera. Oni nemaju razlike u ponašanju vozila, ali s pravim novcem igrač može kupiti jednu specijalnu kartu koja daje virtualni novac koji je potreban u igri za kupnju različitih stvari (od novih kartova do različitih itema). Istotako s pravim novcem igrač može kupiti specijalne bonuse za karaktera za kojeg se odlučio (RP/Lucci bonus). RP su poeni, koji daju do znanja na kojem se levelu momentalno igrač nalazi i što ih igrač ima više, onda je logično i višeg levela. Ovaj RP/Lucci bonus je aktivan tek na kraju svake trke.
- Dao (kor.:다오)

Bonus: dobiva  +5% RP i Lucci bonus nakon završetka utrke.
- Dizni (kor.:디지니) [Diz u globalnoj inačici]

Bonus: dobiva +5% RP i Lucci bonus nakon završetka utrke.
- Bazzi (kor.:배찌)

Bonus: dvostruki RP i Lucci ako igrač završi na prvom mjestu od osam igrača; trostruki RP i Lucci ako ekipa igrača odigra "perfect" utrku u "team" modusu.
- Uni (kor:우니)

Bonus: +50% Lucci ako igrač završi na prvom mjestu; +20% Lucci ako ekipa u kojem se igrač nalazi pobjedi.
- Ethi (kor.:에띠) [Brill u globalnoj inačici]

Bonus: +50% RP ako igrač završi na prvom mjestu; +20% RP ako ekipa u kojem se igrač nalazi pobjedi.
- Marid (kor.:마리드) [Maridia u globalnoj inačici]

Bonus: +10% RP i +20% Lucci ako igrač završi na prvom mjestu; +10% Lucci ako ekipa u kojem se igrač nalazi pobjedi.
- Kephi (kor.:케피) [Chunk u globalnoj inačici]

Bonus: +10% RP i Lucci
- Mos (kor.:모스)

Bonus: +25% RP i Lucci ako igrač završi na prvom, drugom ili trećem mjestu; +10% RP ako ekipa u kojoj se igrač nalazi pobjedi.
- Lodumani (kor.:로두마니)

Bonus: četvorostruki RP i Lucci ako igraču uspije da svih 8 protivnika odustane u trci (ako nestignu pravovremeno u cilj).
- Mobi (kor.:모비)

Bonus: +250% RP i Lucci ako svi drugi igrači odustanu.
- Tutu (kor.:투투)
- Taki (kor.:타키)

Bonus: dobiva 10 Luccia svaki put kada jedan igrač budem napadnut NLO-om.
- Erini (kor.:에리니)

Bonus: +25% Lucci ako igrač završi na prvom mjestu; Bonus 2: +35% Lucci ako igrač završi na prvom mjestu u "team" modusu; +10% Lucci ako ekipa u kojoj se igrač nalazi pobjedi, ali igrač nebude na prvoj poziciji nakon utrke.
- Dr. Revaski (kor.:닥터 리바스키)

Bonus: različitih +0~400% RP i Lucci ako igrač završi na prvom mjestu; različitih +0~400% RP i Lucci ako ekipa u kojoj se igrač nalazi pobjedi.
- Dr. R (kor.:닥터 R)

Bonus: +15% RP i Lucci nakon uspješnog završetka utrke. (znači pravovremenog prolaska kroz cilj)
- Brodi (kor.:브로디)
- Teira (kor.:티이라)
- Neo (kor.:네오)
- Orion [samo u globalnoj inačici]

Bonus : +25% RP i Lucci ako igrač završi na prvom mjestu; +15% RP i Lucci ako ekipa u kojoj se igrač nalazi pobjedi.
- Kapae (kor.:카파에)

## Dozvole i sistem levela
Kartrider ima jedan opširan sistem dozvola i levela. Napredak u levelima ovisi o uspjesima igrača i koliko je vremena proveo igrajuči. Igrači startaju bez dozvole i onda napreduju kroz razne levele, pri tome dobivajući dozvole iz Scenario staza. Dozvole su rapodijeljene ovako:
- Novice (početnik)
- Rookie
- L3 (Level 3)
- L2 (Level 2)
- L1 (Level 1)
  - L1 stupanj 1 (vrijedi 30 dana, onda se mora dobiti stupanj 2)
  - L1 stupanj 2 (vrijedi 30 dana, onda se mora dobiti stupanj 3)
  - L1 stupanj 3 (vrijedi 30 dana, osim ako se dobije L1 Master)
  - L1 Master (stalno)
- Pro (ova dozvola je još u izradi od strane Nexon tvrtke)

Nivo 1 veći je od nivoa 2 i 3.

### Level rukavice
U Kartrideru, svaki igrač ima znak rukavice pored svoga nadimka, koji drugima igračima daje do znanja koliko je igrač dobar i iskusan. Svaki igrač počinje s bijelom rukavicom i nakon mnogih trka, broj prstiju na rukavici se smanjuje, što označuje da igrač igra več duže i da je iskusniji. Svaka rukavica počinje s pet prstiju i smanjuje se postupno prema jednom prstu, prije nego što se pojavi nova rukavica u drukčijoj boji (novi nivo). Npr. žuta rukavica s pet prstiju je najmanji nivo u igri,a žuta rukavica s jednim prstom je najveći level u zoni žute rukavice. Rukavica šarenih boja i s jednim prstom je najveći mogući nivo u igri.
Bijela rukavica se mijenja u žutu rukavicu nakon što se dobije Rookie dozvola.
Tablica s nivoima rukavica ide ovako:
|                            | 5 prsta         | 4 prsta         | 3 prsta         | 2 prsta         | 1 prst          |
| -------------------------- | --------------- | --------------- | --------------- | --------------- | --------------- |
| Žuta rukavica              | 0 ~ 874         | 875 ~ 1749      | 1750 ~ 2624     | 2625 ~ 3499     | 3500 ~ 4899     |
| Zelena rukavica            | 4900 ~ 6299     | 6300 ~ 7699     | 7700 ~ 9099     | 9100 ~ 10499    | 10500 ~ 13299   |
| Plava rukavica             | 13300 ~ 16099   | 16100 ~ 18899   | 18900 ~ 21699   | 21700 ~ 24499   | 24500 ~ 28699   |
| Crvena rukavica            | 28700 ~ 32899   | 32900 ~ 37099   | 37100 ~ 41299   | 41300 ~ 45499   | 45500 ~ 51099   |
| Crna rukavica              | 51100 ~ 56699   | 56700 ~ 62299   | 62300 ~ 67899   | 67900 ~ 73499   | 73500 ~ 81899   |
| Šarena rukavica            | 81900 ~ 90299   | 90300 ~ 98699   | 98700 ~ 107099  | 107100 ~ 115499 | 115500 ~ 117299 |
| Zvijezdana žuta rukavica   | 117300 ~ 119099 | 119100 ~ 120899 | 120900 ~ 122699 | 122700 ~ 124499 | 124500 ~ 128499 |
| Zvijezdana zelena rukavica | 128500 ~ 132499 | 132500 ~ 136499 | 136500 ~ 140499 | 140500 ~ 144499 | 144500 ~ 151299 |
| Zvijezdana plava rukavica  | 151300 ~ 158099 | 158100 ~ 164899 | 164900 ~ 171699 | 171700 ~ 178499 | 178500 ~ 188099 |
| Zvijezdana crvena rukavica | 188100 ~ 197699 | 197700 ~ 207299 | 207300 ~ 216899 | 216900 ~ 226499 | 226500 ~ 239699 |
| Zvijezdana crna rukavica   | 239700 ~ 252899 | 252900 ~ 266099 | 266100 ~ 279299 | 279300 ~ 292499 | 292500 ~ 310299 |
| Zvijezdana šarena rukavica | 310300 ~ 328099 | 328100 ~ 345899 | 345900 ~ 363699 | 363700 ~ 381499 | 381500 +        |

Brojevi prikazuju takozvane "Race Points (RP)" koji su nužni za ovaj level sistem.

## Kritike
Igra je kritizirana zbog sličnosti i igrivosti kao kod Mario Kart-a s Nintendo konzole. Kritiziralo se i Nexon America tvrtku zbog njihovog pretjeranog odugovlačenja i objavljivanja open bete, te njihove slabe komunikacije s igračima globalne inačice Kartridera.

## Dodatne informacije
Pošto je igra izašla iz open beta faze, očekuje se da će izači u javnoj besplatnoj inačici koja bi trebala sadržavati još veći izbor kartova, itema, karaktera i staza. Momentalno (kraj travnja 2008.) na službenim stranicama nije još objavljen točan datum ponovnog pokretanja Kartridera, ali se očekuje u bliskoj budućnosti. Glasine kruže na forumima Kartridera kako bi igra napokon trebala izaći u ožujku 2009. u javnoj verziji, otprilike godinu dana poslije završetka Beta faze. Ponovni relaunch igre je dakle definitivno potvrđen. Nexon tvrtka zna održavati nagradne igre u vezi Kartrider-a. Tako je znalo biti da igrači osvoje novi PC ili majice ako obore vremenski rekord na odabranoj stazi.

## Vanjske poveznice
- KartRider službena stranica
- KartRider globalna stranica na engleskom  Arhivirana inačica izvorne stranice od 10. veljače 2018. (Wayback Machine)
- PopKart službena stranica
- Mini (Korea) službena stranica
- KartRider na Electronic Sports League  Arhivirana inačica izvorne stranice od 6. prosinca 2008. (Wayback Machine)